# Pinocchietto

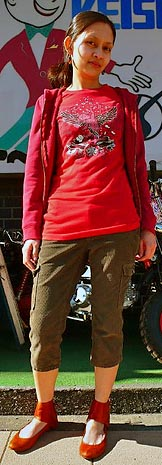
Una donna con un pinocchietto.

Il pinocchietto  è un termine utilizzato per indicare l'indumento che negli anni cinquanta veniva chiamato pantalone alla Capri.

## Storia
Tale indumento fu disegnato dalla stilista Sonja de Lennart, nel 1948, e divennero famosi nel mondo grazie allo show televisivo The Dick Van Dyke Show in cui il personaggio di Laura Petrie (interpretata da Mary Tyler Moore) li indossava abitualmente. Tuttavia già negli anni cinquanta erano stati abbondantemente diffusi nell'isola di Capri (da cui prendono il nome), e nei principali luoghi di villeggiatura estiva.
Una delle prime testimonial di questa moda fu Brigitte Bardot. In anni più recenti, si ricorda Uma Thurman nel film Pulp Fiction, ed il tennista Rafael Nadal.

## Caratteristiche
Si tratta di un tipo di pantaloni, normalmente estivi, le cui gambe terminano a metà polpaccio. Di recente il design dell'indumento è stato cambiato e la lunghezza dei pantaloni è stata accorciata. Benché nati come indumento femminile, in tempi recenti sono stati largamente adottati anche dagli uomini, principalmente in Europa e in America Latina.